# Collendina
Collendina is een geslacht van rechtvleugeligen uit de familie Mogoplistidae. De wetenschappelijke naam van dit geslacht is voor het eerst geldig gepubliceerd in 1983 door Otte & Alexander.

## Soorten
Het geslacht Collendina omvat de volgende soorten:
- Collendina elanora Otte & Alexander, 1983
- Collendina fascipes Chopard, 1951
- Collendina iterala Otte & Alexander, 1983
- Collendina kira Otte & Alexander, 1983
- Collendina mamoura Otte & Alexander, 1983
- Collendina ora Otte & Alexander, 1983